# Bumiayu (Kajoran)
Bumiayu is een bestuurslaag in het regentschap Magelang van de provincie Midden-Java, Indonesië. Bumiayu telt 942 inwoners (volkstelling 2010).